# Lamar (Oklahoma)
Lamar is een plaats (town) in de Amerikaanse staat Oklahoma, en valt bestuurlijk gezien onder Hughes County.

## Demografie
Bij de volkstelling in 2000 werd het aantal inwoners vastgesteld op 172.
In 2006 is het aantal inwoners door het United States Census Bureau geschat op 170, een daling van 2 (-1,2%).

## Geografie
Volgens het United States Census Bureau beslaat de plaats een oppervlakte van
31,3 km², geheel bestaande uit land. Lamar ligt op ongeveer 233 m boven zeeniveau.

## Plaatsen in de nabije omgeving
De onderstaande figuur toont nabijgelegen plaatsen in een straal van 24 km rond Lamar.